# Élections régionales de 1990 au Molise
Les élections régionales de 1990 au Molise (en italien : Elezioni regionali in Molise del 1990) se tiennent les 6 et 7 mai 1990 afin d'élire les 30 membres de la Ve législature du conseil régional du Molise.

## Contexte
Lors des dernières élections, la DC conserve la majorité absolue des sièges. Comme à chaque élection depuis la première, la DC forme une coalition, même s'il détient la majorité de sièges. Une nouvelle fois, la coalition est formée de quatre partis: la DC, le SPSI, le PSDI et le PRI, une coalition appelée Centre-gauche organique. Le démocrate-chrétien Paolo Nuvoli est porté à la tête de la région. Il démissionne au début de 1988, pour être remplacé par Fernando Di Laura Frattura (aussi de la DC), et mène le gouvernement jusqu'à la fin de la législature.

## Mode de scrutin
Le conseil régional du Molise (en italien : Consiglio Regionale del Molise) est constitué de 30 conseillers élus pour cinq ans au scrutin proportionnel avec vote préférentiel et sans seuil électoral dans six circonscriptions plurinominales qui correspondent aux provinces.
Chaque électeur peut exprimer jusqu'à trois votes de préférence sur la liste à laquelle il accorde son suffrage. Les mandats sont ensuite répartis à la proportionnelle d'Hagenbach-Bischoff. Les sièges sont ensuite pourvus par les candidats comptant le plus grand nombre de voix préférentielles.
Les mandats qui n'ont pas été attribués à l'issue du premier décompte et les voix qui n'ont pas été utilisées sont rassemblés au niveau régional et distribués à la proportionnelle de Hare. Ils sont attribués, pour chaque parti, dans les provinces en fonction du ratio entre les votes restants et le total des suffrages exprimés.

### Répartition des sièges
| Provinces  | Sièges | +/-           |
| ---------- | ------ | ------------- |
| Campobasso | 22     | 1             |
| Isernia    | 8      | 1             |
| Total      | 30     | en stagnation |
|            |        |               |

## Principales forces politiques
| Parti | Parti                                                                                   | Idéologie                                                  |
| ----- | --------------------------------------------------------------------------------------- | ---------------------------------------------------------- |
|       | Démocratie chrétienne Democrazia Cristiana                                              | Centre Démocratie chrétienne, antifascisme, anticommunisme |
|       | Parti communiste italien Partito Comunista Italiano                                     | Gauche Communisme, eurocommunisme, marxisme-léninisme      |
|       | Parti socialiste italien Partito Socialista Italiano                                    | Gauche Socialisme, réformisme, marxisme                    |
|       | Parti social-démocrate italien Partito Socialista Democratico Italiano                  | Centre gauche Social-démocratie, socialisme                |
|       | Parti libéral italien Partito Liberale Italiano                                         | Centre droit Libéralisme, libérisme                        |
|       | Mouvement social italien – Droite nationale Movimento Sociale Italiano–Destra Nazionale | Extrême droite Néofascisme, nationalisme, anticommunisme   |
|       | Parti républicain italien Partito Repubblicano Italiano                                 | Centre Républicanisme, mazzinisme                          |

## Résultats

### Voix et sièges
|                        |                                                      |         |       |      |        |               |  |  |  |  |  |  |  |  |
| Parti                  | Parti                                                | Voix    | %     | +/-  | Sièges | +/-           |  |  |  |  |  |  |  |  |
|                        | Démocratie chrétienne (DC)                           | 130 137 | 58,94 | 2,45 | 19     | 1             |  |  |  |  |  |  |  |  |
|                        | Parti communiste italien (PCI)                       | 31 432  | 14,24 | 1,98 | 4      | 1             |  |  |  |  |  |  |  |  |
|                        | Parti socialiste italien (PSI)                       | 26 391  | 11,95 | 1,71 | 4      | 1             |  |  |  |  |  |  |  |  |
|                        | Parti social-démocrate italien (PSDI)                | 7 705   | 3,49  | 1,43 | 1      | en stagnation |  |  |  |  |  |  |  |  |
|                        | Mouvement social italien – Droite nationale (MSI-DN) | 7 287   | 3,30  | 0,80 | 1      | en stagnation |  |  |  |  |  |  |  |  |
|                        | Parti républicain italien (PRI)                      | 6 615   | 3,00  | 0,44 | 1      | en stagnation |  |  |  |  |  |  |  |  |
|                        | Parti libéral italien (PLI)                          | 5 642   | 2,56  | 0,45 | 0      | 1             |  |  |  |  |  |  |  |  |
|                        | Liste commune LV-VA                                  | 3 065   | 1,39  | Nv.  | 0      | en stagnation |  |  |  |  |  |  |  |  |
|                        | Démocratie prolétarienne (DP)                        | 1 211   | 0,55  | 0,50 | 0      | en stagnation |  |  |  |  |  |  |  |  |
|                        | Anti-prohibitionnistes des drogues (AsD)             | 906     | 0,41  | Nv.  | 0      | en stagnation |  |  |  |  |  |  |  |  |
|                        | Ligue du Sud-Molise (LS)                             | 398     | 0,18  | Nv.  | 0      | en stagnation |  |  |  |  |  |  |  |  |
|                        |                                                      |         |       |      |        |               |  |  |  |  |  |  |  |  |
| Suffrages exprimés     | Suffrages exprimés                                   | 220 789 | 94,43 |      |        |               |  |  |  |  |  |  |  |  |
| Votes blancs           | Votes blancs                                         | 6 864   | 2,93  |      |        |               |  |  |  |  |  |  |  |  |
| Votes nuls             | Votes nuls                                           | 6 167   | 2,64  |      |        |               |  |  |  |  |  |  |  |  |
| Total                  | Total                                                | 233 820 | 100   | -    | 30     | en stagnation |  |  |  |  |  |  |  |  |
| Abstention             | Abstention                                           | 70 868  | 23,26 |      |        |               |  |  |  |  |  |  |  |  |
| Inscrits/Participation | Inscrits/Participation                               | 304 688 | 76,74 |      |        |               |  |  |  |  |  |  |  |  |

## Conséquences
La coalition sortante de centre-gauche organique est reconduite, avec à sa tête le démocrate-chrétien Enrico Santoro, qui remplace Di Laura Frattura. Santoro gouverne pendant 2 ans, avant de démissionner en 1992. Luigi Di Bartolomeo (DC) lui succède, mais laissera son poste à la fin de 1993. Après quelques mois de négociations, marquées par l'instabilité politique causée par l'Opération Mains propres, une majorité est formée entre le PPI, le PSDI et le PRI, portant Giovanni Di Giandomenico (PPI, ancienne DC) à la tête de la région. Ce cabinet tient jusqu'à la fin de la législature.